# Måttsystem
Ett måttsystem är en uppsättning standardiserade måttenheter som används tillsammans. Det har funnits flera olika måttsystem under årens lopp. Numera används i de flesta länder metersystemet eller Internationella måttenhetssystemet (SI). Inom astronomin används dock fortfarande i stor utsträckning det gaussiska systemet, cgs-systemet.
I Sverige infördes metersystemet efter att frågan drivits aktivt i riksdagen av A O Wallenberg. Förslaget hade lagts fram redan 1818 av Jöns Jacob Berzelius. 1875 beslutade Sveriges Riksdag att de gamla längdmåtten tum, fot och aln efter en tioårig övergångsperiod mellan år 1879 och år 1888 skulle ersättas med metersystemet. Från 1889 blev det förbjudet i lag att inom handeln använda de gamla måttenheterna. Tidigare användes decimalsystemet under en kortare tidsperiod, och innan dess verkmått – båda systemen var unika för Sverige.

## Historik
Mått är varje storhet som, tagen som enhet, tjänar till mätning av andra storheter, vare sig dessa avser tid, rum eller vikt (massa). Helt naturligt har man inte alltid och överallt begagnat eller begagnar samma mått, utan varje land har utbildat sitt eget måttsystem. Forntidens folk hade visserligen mått för linjer, ytor och kroppar, de kände kropparnas absoluta och specifika vikt, de hade metoder för att bestämma tiden och således kunskap om alla de områden, där mått användes, men själva användningen saknade den noggrannhet som fordras. Till en början, nöjde man sig med ungefärliga bestämningar. För tidsbestämning användes solens och stjärnornas ställning på himmelen, som längdmått vissa delar av människokroppen, såsom hand, fot, arm, famn och så vidare. Men med samfärdselns och yrkesverksamhetens utveckling framträdde behovet av ett ordnat måttsystem. Man hade emellertid aldrig någon fast utgångspunkt, någon naturlig enhet, utan blott en godtycklig sådan och gjorde i allmänhet de olika slagen av mått helt och hållet oberoende av varandra. Vidare var måtten avsedda för speciella ändamål; man hade till exempel i Sverige, särskild medicinalvikt, guld- och silvervikt, stapelstads-, uppstads-, bergs-, tackjärns-, råkoppar- och viktualievikt, vilka stod i intet eller mycket litet samband med varandra. I den mån handeln började bli internationell, framträdde önskvärdheten av en reform och likformighet i mått- och viktförhållandena i de särskilda länderna. Många och långvariga överläggningar hölls i frågan. De fordringar, som man borde ställa på ett dylikt internationellt system, sades vara:
1. att måttenheten är oföränderlig, det vill säga att den bör genom bekanta, enklaste möjliga operationer när som helst låta härleda sig från vissa i naturen förekommande oföränderliga storheter och vara en sådan, för vilken alla människor har lika stort intresse;
2. att det på enheten grundade systemet i sina över- och underavdelningar följer decimalindelningen, att längd-, yt- och rymdmått och så vidare företer ett naturligt, enkelt och lätt överskådligt sammanhang samt att beteckningen överallt är konsekvent, så att förhållandet mellan de olika måtten uttrycks genom deras namn.[2]